# Sporidiobolaceae
Sporidiobolaceae — родина грибів, єдина у своєму порядку Sporidiobolales або Sporidiales. Містить дріжджові форми.

## Класифікація
Родина містить 83 види у семи родах. Три роди — Aessosporon, Rogersiomyces та Sporidiobolus, розміщуються у рамках родини Sporidiobolaceae. Інші чотири — Ballistosporomyces, Rhodosporidium, Rhodotorula та Sporobolomyces, мають невизначений таксономічний статус (incertae sedis).